# Dobe
Dobe – wieś w Słowenii, w gminie Kostanjevica na Krki. W 2018 roku liczyła 107 mieszkańców.